# Quassia paraensis
Quassia paraensis là một loài thực vật có hoa trong họ Thanh thất. Loài này được (Ducke) Noot. miêu tả khoa học đầu tiên năm 1963.